# DECUS

Le logo de DECUS représente un moniteur de PDP-1 sous forme stylisée (type 30 point scope).

DECUS (Digital Equipment Corporation Users' Society) est un groupe d'utilisateurs créé par le constructeur d'ordinateurs américain, Digital Equipment Corporation (DEC) en 1961.  Le but de l'association était de favoriser les échanges d'informations entre les utilisateurs de PDP-1.  Active jusqu'en 1998, elle a compté jusque 100 000 membres répartis en 23 sections locales (chapters).
La société Digital fournissait un appui logistique, mais le contenu était géré par les utilisateurs eux-mêmes.  Les employés de Digital étaient cependant encouragés à contribuer.  Ce système d'échange libre d'information est un précurseur des mouvements du logiciel libre actuel et trouve son origine dans la culture du MIT dont le cofondateur de Digital, Ken Olsen, était issu.
L'association produisait une revue, organisait des rassemblements avec conférences dont elle imprimait les articles (Proceedings) et assurait la distribution de logiciels sur bande magnétique.  L'activité était financièrement auto-suffisante grâce à la cotisation des membres.  Ces rassemblements, comportant plusieurs milliers de personnes, portaient sur des thèmes spéciaux (SIGs, Special Interest Group) ou simplement rassemblaient des utilisateurs d'une même région (LUG, Local Users Group).
De nombreux jeux, comme la Chasse au Wumpus ou Colossal Cave Adventure ont été distribués via des bandes DECUS.
L'association a quasi disparu après l'acquisition de Digital par Compaq en 1998, puis de Compaq par Hewlett-Packard (HP) en 2002.  Elle se retrouve aujourd'hui sous le nom 'Encompass' et/ou 'Connect' sous le giron de HP.